# 서울도봉소방서
서울도봉소방서(서울道峰消防署, Seoul Dobong Fire Station)는 서울특별시 도봉구를 관할하는 서울특별시 소방재난본부산하의 소방서이다.
소방서장은 소방정으로 보한다.

## 조직
| - 소방행정과 - 소방행정팀 - 장비회계팀 - 홍보교육팀 | - 재난관리과 - 대응총괄팀 - 구조팀 - 구급팀 | - 예방과 - 예방팀 - 검사지도팀 - 위험물안전팀 | - 현장대응단 - 지휘팀 - 진압대 - 구조대 |

## 관할센터 및 관할구역
서울도봉소방서는 3개의 119안전센터와 1개의 현장대응단을 산하에 두고 있다.
| 명칭                      | 사진 | 주소       | 관할구역                                               | 지역대 |
| ------------------------- | ---- | ---------- | ------------------------------------------------------ | ------ |
| 서울도봉소방서 현장대응단 |      | 도봉로 666 | 방학동 일부, 창동 일부, 쌍문2동 단, 구조는 도봉구 일원 |        |
| 도봉119안전센터           |      | 도봉로 721 | 도봉동, 방학동 일부                                    |        |
| 창동119안전센터           |      | 해등로 25  | 창동 일부                                              |        |
| 쌍문119안전센터           |      | 노해로 152 | 방학동 일부, 쌍문동 일부                               |        |

## 같이 보기
- 대한민국 소방청
- 대한민국의 소방
- 대한민국 소방공무원